# Francisco António Martins Bastos
Francisco António Martins Bastos CvC (Lisboa (São Julião), 1799 — 1868) foi um poeta e latinista português, autor de uma vultuosa obra sobre a poesia latina e escritor de nomeada. Foi mestre de Latinidade da D. Maria II, professor de Latin dos Senhores Infantes e fundador do Colegio da nobreza de Nossa Senhora da Conceição. 
Foi contratado em agosto de 1847 como professor de Latim de D. Pedro e de D. Luís, que se iniciavam então no estudo da língua. Recebeu da rainha a ordem de não ter com eles “consideração alguma particular” e de lhes dar aulas sentado.
Deslocava-se ao Paço das Necessidades três vezes por semana. Nesse mês a família real estava em Lisboa, mas usualmente mudava-se para Sintra (Paço da Vila) entre julho e setembro, com uns dias em Mafra. Nessa altura, os mestres iam também dar as aulas, tanto a Sintra como a Mafra, mas só uma vez por semana. Martins Bastos aﬁrma que foi ele que iniciou os exames dos infantes perante os pais e pessoas da corte, em abril de 1848. Depois tornaram-se regulares a todas as disciplinas e realizavam-se em dezembro.  
Ele era muito querido pelos príncipes e uma vez quando ele estava um pouco atrasado 'o Senhor Infante D. Luiz correrão para mim, e com muito, e o mais vivo interesse, nascido de hum verdadeiro amor, e sincero, qual naquella idade se não sabe, nem pode fingir, assim me perguntarão no maior sobresalto: «Que he isto? «Teve algum encommodo de saude? Nós temos tido muito «cuidado, temendo lhe acontecessé algua cousa desagrada<vel; e tanto foi o nosso cuidado, que pedimos á Rainha, «Nossa Mãy, que mandasse a sua caza saber, se havia alguma «novidade; Ella, sem demora, expedio logo o Moço de Or«dens, que ainda não voltou, mas que pouco pode tardar.» Contei então o que havia feito, e agradecendo a Sua Magestade, A Rainha, e aos meus Augustos Discipulos ó extremo e tanto disvello, tive a honra de lhes beijar as Reaes Mãos, e depois entramos á lição, na forma costumada. No fim me disse Sua Magestade, e o Senhor Infante, que se houvesse occasião, em que eu, por falta de saude, não podesse dar lição, fizesse avizo, para não causar o cuidado, que tinha causado, porquanto muito grande era o amor, que me tinhão, e grande seria o desgosto, se me acontecesse algum mal: dignarão-se os Mesmos Augustos Senhores juntar a estas palavras outras muitas do mais cordial affecto, e que bem denotavão a estima, que de mim fazião; expressões destas nunca eu ouvi, nem espero ouvir da boca de discipulo algum, dos que tenho tido, e houver de ter, nem tanto cuidado da parte de seus Pais, que mandem hum creado saber como eu passo, ainda que eu esteja á hora da morte.'

Foi agradecido com a Ordem de Cristo 'hum Sabbado, 11 de Janeiro, depois da lição, se chegou a mim Sua Magestade, e Alteza, e sem me dizer nada, me pregou no peito da cazaca huma excellente Cruz da Ordem de Nosso Senhor JESUS CHRISTO, Segurando o Senhor Infante a fita, em quanto Sua Magestade concertava a insignia no seu logar. Fiquei fora de mim, vendo-me assim honrado, e enobrecido por Mão de Sua Magestade, porque ainda que huma tal condecoração he muito honroza, e de grande estima, para quem a sabe avaliar, e quanto era em outros tempos difficil de alcançar, como se pode vêr pela Historia, e quantos erão os privilegios da Nobreza politica, que com ella vinhão ao agraciado, com tudo, era caso muito raro, quando o Soberano, ou Principe, ou Infante a collocava ao peito de alguem, Mercê de que eu me não achava digno, nem ao menos pela lembrança me passava, que viria a obter, e tanto mais, que esta foi a primeira Mercê desta natureza, que Sua Magestade fez, porque ao Mestre de Inglez agraciou o Mesmo Senhor no mesmo dia, e pelo mesmo modo, mas depois de mim.'  
Nunca se casou nem teve filhos e passou o título de diretor da escola para o marido da sobrinha.

## Obras de Francisco António Martins Bastos[4]
1. Éclogas, de Vergílio
2. Explicação da Grammatica Latina e das Odes de Horácio
3. Erythreida.
4. Historia da Origem, Progresso e Decadência da Litteratura Latina
5. Historia das Freguezias de Lisboa
6. Novo Methodo da Grammatica Portugueza Adequado á Comprehensão dos Meninos Combinando as Regras da Arte Latina com as da Nossa
7. Tobias, Poema Original de Mr. Le Clerc. Tradução de Francisco Antonio Martins Bastos.
8. 1831 A Pesca: Poema
9. 1833a As Estações do Ano.
10. 1833b Satyras de Aula Persio Flacco.
11. 1834a Epicedio á Sentida Morte de S.M. I. o Duque de Bragança.
12. 1834b Á Feliz Exaltação de S.M.F. A Senhora D. Maria II ao Throno da Monarchia Portugueza.
13. 1835 Elogio á Morte de S.M. I. o Senhor Duque de Bragança
14. 1839 Satyras de Decio Juno Juvenal.
15. 1841b «Creado o homem por Deos… [prefácio]». In: Francisco de Mattos Lobo, Carta de F[r]ancisco de Mattos Lobo ao Ill.mo Sr. Prior de Marvão por Francisco de Mattos Lobo. Fielmente copiadas do Original que Existe em Poder do Editor
16. 1841c «Nenhuma destas Cartas…[posfácio]». Francisco de Mattos Lobo, Carta de F[r]ancisco de Mattos Lobo ao Ill.mo Sr. Prior de Marvão por Francisco de Mattos Lobo. Fielmente copiadas do Original que Existe em Poder do Editor
17. 1846 Interpretação dos Cinco Primeiros Livros da Historia Romana do Famoso Escriptor Tito Livio Patavino
18. 1850 Compendio Historico da Litteratura Latina,
19. 1858 Nobiliarchia Medica: Noticia dos Medicos e Cirurgiões da Real Câmara dos Physicos Mores, e Cirurgiões Mores do Reino, Armada, Exercito, e Ultramarinos, Etc. Desde os Tempos Mais Remotos da Monarchia, Oferecida a Sua Magestade Fidelissima El-Rei O Senhor D. Pedro V.
20. 1863 Memorias para a Historia de El-Rey Fidelissimo o Senhor D. Pedro V e de seus Augustos Irmãos